# Batalha de Kiev (1943)
A Segunda Batalha de Kiev foi parte de uma ofensiva soviética muito mais ampla na Ucrânia conhecida como Batalha do Dnieper, envolvendo três operações estratégicas pelo Exército Vermelho soviético e suas unidades checoslovacas e um contra-ataque operacional pela Wehrmacht, que ocorreu entre 4 de novembro e 22 de dezembro de 1943.
Após a Batalha de Kursk, o Exército Vermelho lançou a Operação Ofensiva Belgorod-Kharkov, empurrando o Grupo de Exércitos Sul de Erich von Manstein de volta em direção ao Rio Dnieper. Stavka, o alto comando soviético, ordenou à Frente Central e à Frente de Voronezh que forçassem travessias do Dnieper. Quando isso não teve sucesso em outubro, o esforço foi transferido para a 1.ª Frente Ucraniana, com algum apoio da 2.ª Frente Ucraniana. A 1.ª Frente Ucraniana, comandada por Nikolai Vatutin, foi capaz de assegurar cabeças de ponte ao norte e ao sul de Kiev.

## Estratégia
A estrutura das operações estratégicas do ponto de vista do planejamento soviético era:
- Operação Ofensiva Estratégica de Kiev (Outubro) (1–24 de outubro de 1943) pelas Frentes Central e Frente de Voronezh
  - Operação Ofensiva Chernobyl-Radomysl (1–4 de outubro de 1943)
  - Operação Defensiva Chernobyl-Gornostaipol (3–8 de outubro de 1943)
  - Operação Ofensiva Lyutezh (11–24 de outubro de 1943)
  - Operação Ofensiva Bukrin (12–15 de outubro de 1943)
  - Operação Ofensiva Bukrin (21–24 de outubro de 1943)
- Operação Ofensiva Estratégica de Kiev (Novembro) (3–13 de novembro de 1943)
  - Contra-ataque de Raus em novembro de 1943
- Operação Defensiva Estratégica de Kiev (1943) (13 de novembro de 1943 – 22 de dezembro de 1943)

## Preparações soviéticas

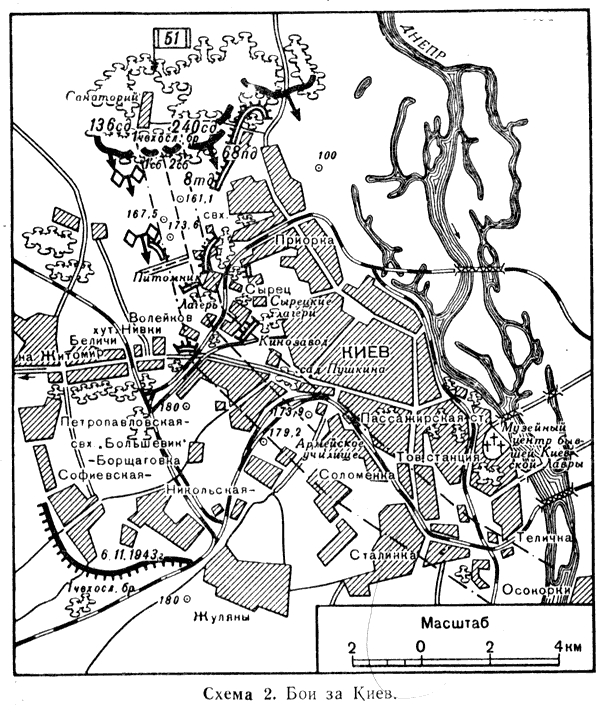
Mapa soviético de Kiev (1943)

Em outubro de 1943, vários dos exércitos de Vatutin estavam tendo sérios problemas tentando romper o terreno acidentado da curva de Bukrin, a cabeça de ponte sul. O 24.º Corpo Panzer alemão de Walther Nehring, numa posição defensiva efetiva, tinha as forças soviéticas opostas espremidas. Como resultado, Vatutin decidiu concentrar sua força na cabeça de ponte norte em Lyutezh.
O 3.º Exército de Tanques da Guarda, comandado por Pavel Rybalko, moveu-se para norte em direção à cabeça de ponte de Lyutezh sob cobertura da escuridão e ataques diversivos para fora da curva de Bukrin. As preparações soviéticas foram consideráveis, incluindo a instalação de 26 pontes e 87 balsas. Muitas das pontes soviéticas foram construídas debaixo d'água, tornando-as difíceis de detectar. Ataques fingidos e a construção de pontes falsas podem ter enganado os alemães por um breve período. Apoio de fogo foi fornecido por 7 000 canhões e morteiros e 700 aviões de combate. O 27.º e 40.º Exércitos lançaram o ataque diversivo soviético em Bukrin em 1 de novembro, dois dias antes do programado, mas avançaram apenas 1,5 quilômetros antes de serem repelidos.
Historiadores soviéticos alegaram sucesso completo para as medidas de decepção Maskirovka do Exército Vermelho, mas os alemães identificaram corretamente o setor de assalto soviético e enviaram reforços blindados para a área. O diário de guerra do 4.º Exército Panzer referiu-se ao principal ataque soviético ao norte de Kiev em 3 de novembro como "a ofensiva que temos esperado". Os alemães não tinham certeza se o ataque soviético antecipado tinha objetivos de longo alcance desde o início ou era meramente para a captura de uma cabeça de ponte inicial a ser explorada posteriormente.

## Fase inicial
No início da manhã de 3 de novembro de 1943, o 4.º Exército Panzer foi submetido a um bombardeio soviético massivo. O 38.º e 60.º Exércitos soviéticos atacaram na primeira onda, mas falharam em romper as posições do VII Corpo de Exército alemão. Em 4 de novembro, o 3.º Exército Blindado da Guarda e o I Corpo de Cavalaria da Guarda foram adicionados ao assalto, compelindo o VII Corpo de Exército a recuar e evacuar Kiev. Os soviéticos capturaram Kiev em 6 de novembro. A segunda fase da ofensiva soviética agora começou, com o objetivo da 1.ª Frente Ucraniana consistindo na captura das cidades de Zhitomir, Korosten, Berdichev e Fastov e no corte da ligação ferroviária com o Grupo de Exércitos Centro; o objetivo final sendo o cerco do Grupo de Exércitos Sul. Em 7 de novembro, as pontas de lança soviéticas já haviam alcançado o importante nó ferroviário em Fastov, 50 quilômetros a sudoeste de Kiev.
O plano correu bem a princípio para Vatutin; Manstein, no entanto, ficou preocupado. Enquanto os tanques de Rybalko se moviam pelas ruas de Kiev em 6 de novembro, Manstein implorou a Adolf Hitler para liberar o 48.º Corpo Panzer e 40.º Corpo Panzer para ter forças suficientes para retomar Kiev. O 48.º Corpo Panzer foi comprometido com Manstein. Hitler recusou-se a desviar o 40.º Corpo Panzer e substituiu Hoth por Erhard Raus, que foi ordenado a conter o ataque soviético e assegurar o flanco norte do Grupo de Exércitos Sul e as comunicações com o Grupo de Exércitos Centro. Várias fontes dão 6 de novembro como a data da queda de Kiev. A 1.ª Brigada Independente Checoslovaca parece ter começado o assalto mais cedo, às 12:30 em 5 de novembro, alcançando o Dnieper às 02:00 do dia 6, após varrer os subúrbios ocidentais da cidade e foram a primeira unidade no centro da cidade, com Kiev finalmente sendo capturada às 06h50 do dia 6.

## Contra-ataques de Raus
Raus teve algumas dificuldades com suas unidades sofrendo pesadas baixas nos estágios iniciais da ofensiva de Vatutin. O 4.º Exército Panzer foi reforçado, especialmente com artilharia e foguetes. As divisões alemãs foram reforçadas em 7 de novembro pela chegada da recém-formada 25.ª Divisão Panzer alemã comandada pelo General der Panzertruppen Georg Jauer. Seu ataque contra Fastov foi interrompido pelo 7.º Corpo de Tanques da Guarda. A meio-formada 25.ª Divisão Panzer tinha apenas treinamento individual de emergência, carecia de categorias inteiras de equipamentos e foi comprometida contra os protestos de Heinz Guderian, o Inspetor das Tropas Panzer. Tornou-se a primeira Divisão Panzer comprometida que falhou em alcançar pelo menos sucesso ofensivo inicial na Frente Oriental. A ofensiva alemã falhada, no entanto, parou o avanço do 3.º Exército Blindado da Guarda soviético.
O resto das forças soviéticas continuou seus ataques. Rybalko logo estava apenas 64 quilômetros de Berdichev. Zhitomir foi tomada pelo 38.º Exército em 12 de novembro, mas o avanço soviético chegou a um impasse quando as tropas do I Corpo de Cavalaria da Guarda saquearam os estoques de álcool do 4.º Exército alemão. O 60.º Exército tomou Korosten em 17 de novembro e o 40.º Exército estava se movendo para sul de Kiev. O único alívio para os alemães veio quando o 27.º Exército se esgotou e passou à defensiva na curva de Bukrin. Em 10 dias, os soviéticos haviam avançado 150 quilômetros e aberto uma lacuna de 100 quilômetros de largura entre o Grupo de Exércitos Centro e o Grupo de Exércitos Sul.

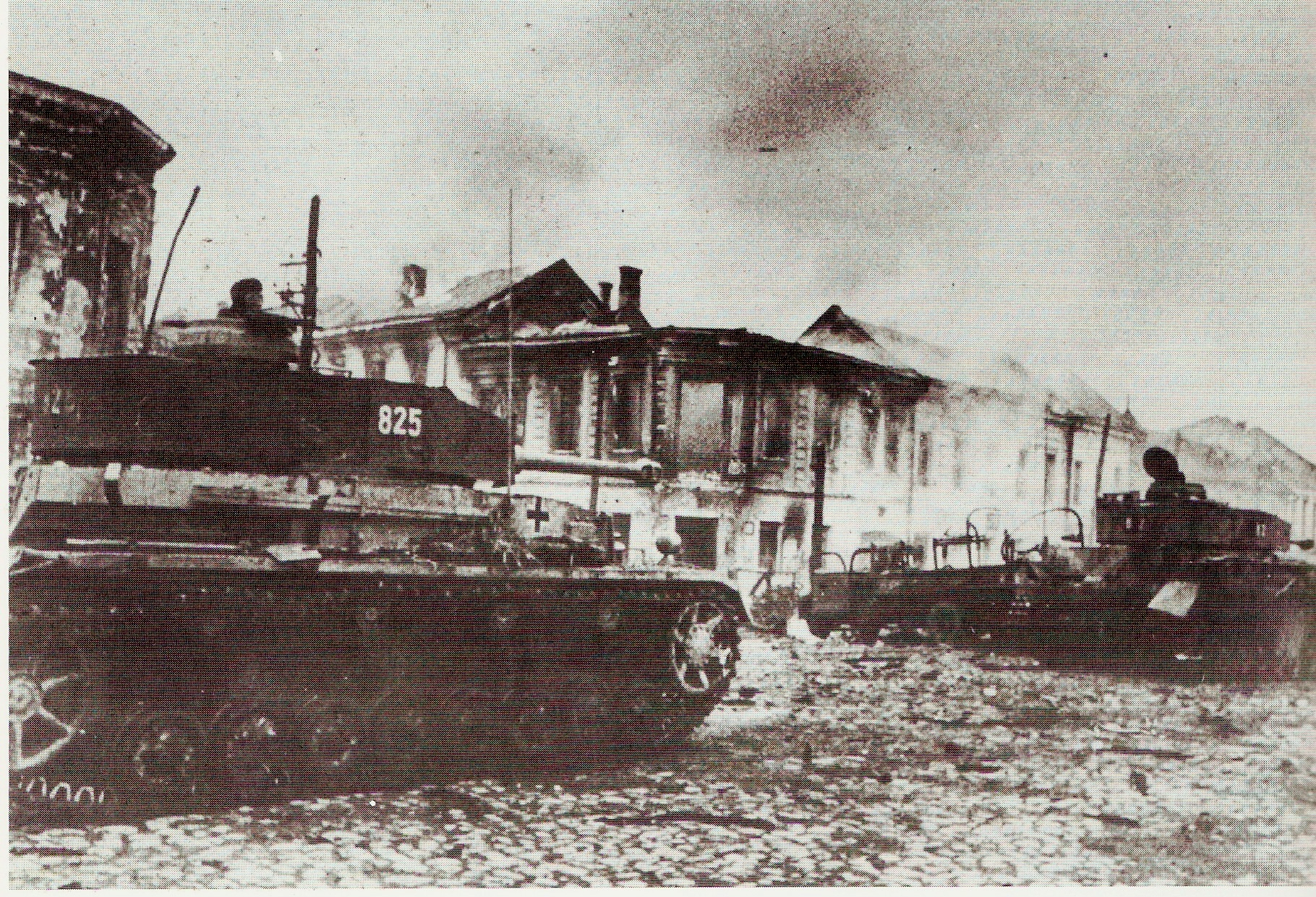
IV Panzers em Zhitomir, novembro de 1943

O 4.º Exército Panzer estava em sérios problemas. No entanto, a situação mudou com a chegada do XLVIII Corpo Panzer de Hermann Balck, compreendendo a SS Division Leibstandarte, 1.ª Divisão Panzer e 7.ª Divisão Panzer. Balck dirigiu suas forças para norte até Brusyliv e depois para oeste para retomar Zhitomir. Rybalko enviou o 7.º Corpo de Tanques da Guarda para conter o assalto alemão. Uma enorme batalha de tanques se seguiu, que continuou até a última parte de novembro, quando a lama de outono interrompeu todas as operações.
Com a recaptura de Zhitomir e Korosten, o 4.º Panzer tinha ganhado algum respiro. Com Vatutin interrompido, Stavka liberou reservas substanciais para sua Primeira Frente Ucraniana para recuperar o ímpeto.

## Fase final
Em 5 de dezembro, a lama havia congelado. O 48.º Corpo Panzer conduziu um amplo ataque de varredura ao norte de Zhitomir. Pegando o Exército Vermelho de surpresa, as forças alemãs procuraram cercar o 60.º Exército soviético e o 13.º Corpo. Reforçados com a 2.ª Divisão Paraquedista, os alemães avançaram para leste, colocando os soviéticos na defensiva. Com Fastov também sendo ameaçada, o 60.º Exército retirou-se de Korosten.
Vatutin foi forçado a pedir mais reservas ao Stavka e recebeu o 1.º Exército de Tanques e o 18.º Exército. Essas novas unidades, juntamente com Corpos adicionais de outros setores, foram apressadamente enviadas para oeste. Assim, o Exército Vermelho interrompeu o avanço alemão, voltou à ofensiva e retomou Brusilov. Ambos os lados estavam exaustos no final de dezembro e a batalha por Kiev havia terminado.

## Consequências
Embora os soviéticos tenham falhado em romper a ligação ferroviária com o Grupo de Exércitos Centro ou envolver o Grupo de Exércitos Sul, eles haviam rompido a linha do Dnieper, tomado Kiev, a terceira maior cidade da União Soviética, e infligido baixas significativas ao 4.º Exército Panzer. Os alemães, por sua vez, haviam ensanguentado várias formações soviéticas consideráveis e mantido a vital ligação ferroviária aberta, mas falharam em sua tentativa de cercar e destruir as pontas de lança soviéticas. Poucos dias após o XLVIII Corpo Panzer ter sido retirado para descanso e reorganização, os soviéticos lançaram a Ofensiva Dnieper-Cárpatos na véspera de Natal. A renomeada ofensiva da Frente de Voronezh empurrou os alemães de volta à fronteira polonesa de 1939 em 3 de janeiro de 1944.